# سیارک ۱۲۱۶۹
سیارک ۱۲۱۶۹ (به انگلیسی: 12169 Munsterman، نامگذاری:2031T-3) دوازده هزار و صد و شصت و نهمین سیارک کشف شده‌است که در ۱۶ اکتبر ۱۹۷۷ کشف شد.
قدر مطلق سیارک برابر ۱۱.۷ است.